# Гальванопластика

Процес електроформування.

Гальванопла́стика — формотворення із кольорового металу за допомогою осадження його із розчину (розплаву) під дією електричного струму на матриці.
Гальванопластику використовують у тих випадках, коли в металевої деталі дуже складна форма й звичайним способом (литтям або механічною обробкою) її важко або неможливо виготовити.
Спочатку роблять зліпок рельєфного предмета із воску або іншого пластичного матеріалу. Щоб поверхня зліпка проводила струм, її покривають тонким шаром графіту. Потім зліпок поміщають у ванну з розчином електроліту. Під час пропускання струму через розчин на зліпку нарощується досить товстий шар металу, що заповнює всі нерівності зліпка.
Після припинення електролізу восковий зліпок відділяють від шару металу і в результаті отримують точну копію виробу.